# Andrei Mândrilă
Andrei Mândrilă (Câmpulung Moldovenesc, 28 de noviembre de 2002) es un deportista rumano que compite en remo.
Ganó una medalla de oro en el Campeonato Europeo de Remo de 2025, en la prueba de cuatro sin timonel. Participó en los Juegos Olímpicos de París 2024, ocupando el quinto lugar en la misma prueba.

## Palmarés internacional
| Campeonato Europeo | Campeonato Europeo | Campeonato Europeo | Campeonato Europeo |
| Año                | Lugar              | Medalla            | Prueba             |
| ------------------ | ------------------ | ------------------ | ------------------ |
| 2025               | Plovdiv (Bulgaria) | Medalla de oro     | Cuatro sin timonel |